# Генявський Михайло Олександрович
Михайло Олександрович Генявський (нар. 1902, місто Євпаторія Таврійської губернії, тепер Автономна Республіка Крим — розстріляний 28 липня 1938, місто Горький, тепер місто Нижній Новгород) — радянський діяч, голова виконавчого комітету Челябінської обласної ради. Депутат Верховної Ради СРСР 1-го скликання (1937—1938). 

## Біографія
Народився в єврейській родині.
У 1917—1918 роках — голова Євпаторійської Спілки соціалістичної робочої молоді.
Член РКП(б) з 1918 року.
У 1918—1919 роках — секретар Євпаторійського підпільного повітового (міського) комітету РКП(б).
У 1919—1921 роках — у Червоній армії: помічник військового комісара 137-ї бригади РСЧА Південного фронту.
У 1921—1925 роках — студент факультету суспільних наук 1-го Московського державного університету. Одночасно був уповноваженим по Товарній біржі у Москві.
У 1925—1927 роках — завідувач Харківського відділення Всесоюзного текстильного комбінату.
У 1927—1930 роках — керівник Північно-Кавказької крайової контори Всесоюзного текстильного об'єднання.
У 1930—1931 роках — заступник завідувача торгового управління об'єднання у Москві.
У 1931—1932 роках — начальник планово-економічного сектора, член президії, заступник голови Нижньогородської крайової ради народного господарства, член редколегії журналу «Работа Совета».
У 1932—1934 роках — завідувач Нижньогородського крайового відділу постачання.
У 1934—1937 роках — завідувач Горьковського обласного відділу радянської торгівлі. У 1937 році — голова Горьковської обласної державної планової комісії.
У жовтні 1937 — квітні 1938 року — голова виконавчого комітету Челябінської обласної ради.
11 квітня 1938 року заарештований органами НКВС СРСР. На допитах признався, що був «учасником контрреволюційної організації правих», яка діяла в місті Горькому. Засуджений до страти 28 липня 1938 року і того ж дня розстріляний. Реабілітований 24 вересня 1957 року.